# Trichotosia katherinae
Trichotosia katherinae är en orkidéart som först beskrevs av Alex Drum Hawkes, och fick sitt nu gällande namn av Peter Francis Hunt. Trichotosia katherinae ingår i släktet Trichotosia och familjen orkidéer. Inga underarter finns listade i Catalogue of Life.